# NGC 4128
NGC 4128 é uma galáxia lenticular (S0) localizada na direcção da constelação de Draco. Possui uma declinação de +68° 46' 05" e uma ascensão recta de 12 horas, 08 minutos e 32,2 segundos.
A galáxia NGC 4128 foi descoberta em 6 de Abril de 1793 por William Herschel.